# Hilletjesbrug
De Hilletjesbrug (brug nr. 125) is een vaste brug in Amsterdam-Centrum.
Ze overspant de Egelantiersgracht in de Jordaan in Amsterdam. De brug verbindt de Eerste Leliedwarsstraat met de Tweede Egelantiersdwarsstraat. Er ligt hier waarschijnlijk al een brug sinds de aanleg van de gracht.
De huidige brug (2017) is een bouwwerk uit 1921, naar een ontwerp van de Publieke Werken, waar toen architect J.M. van der Mey verantwoordelijk was voor de bruggen. Zijn naam ontbreekt echter op het ontwerp, de brug wordt opgegeven als "van het bureau van". Van der Mey’s hand is terug te vinden in de Amsterdamse school-elementen bij de landhoofden en de uitkragende walkanten. De balustrades zijn typisch 18e-eeuws smeedwerk. In 1943 was de brug even buitendienst vanwege vernieuwing van het brugdek, maar voor de rest is de brug meer dan honderd jaar ongewijzigd. De brug is een zusje van brug 126.
Gerrit Haverkamp heeft in 1919 de vorige brug in een ets vastgelegd. De brug wordt onder meer afgebeeld in de leader van de televisieserie Baantjer. De Hilletjesbrug is sinds 1995 gemeentelijk monument. De brug is trouwens zelf omringd door gemeentelijke en rijksmonumenten. Over de naam wordt gespeculeerd dat deze afkomstig is van een buurtbewoonster die Hilletje heette. 

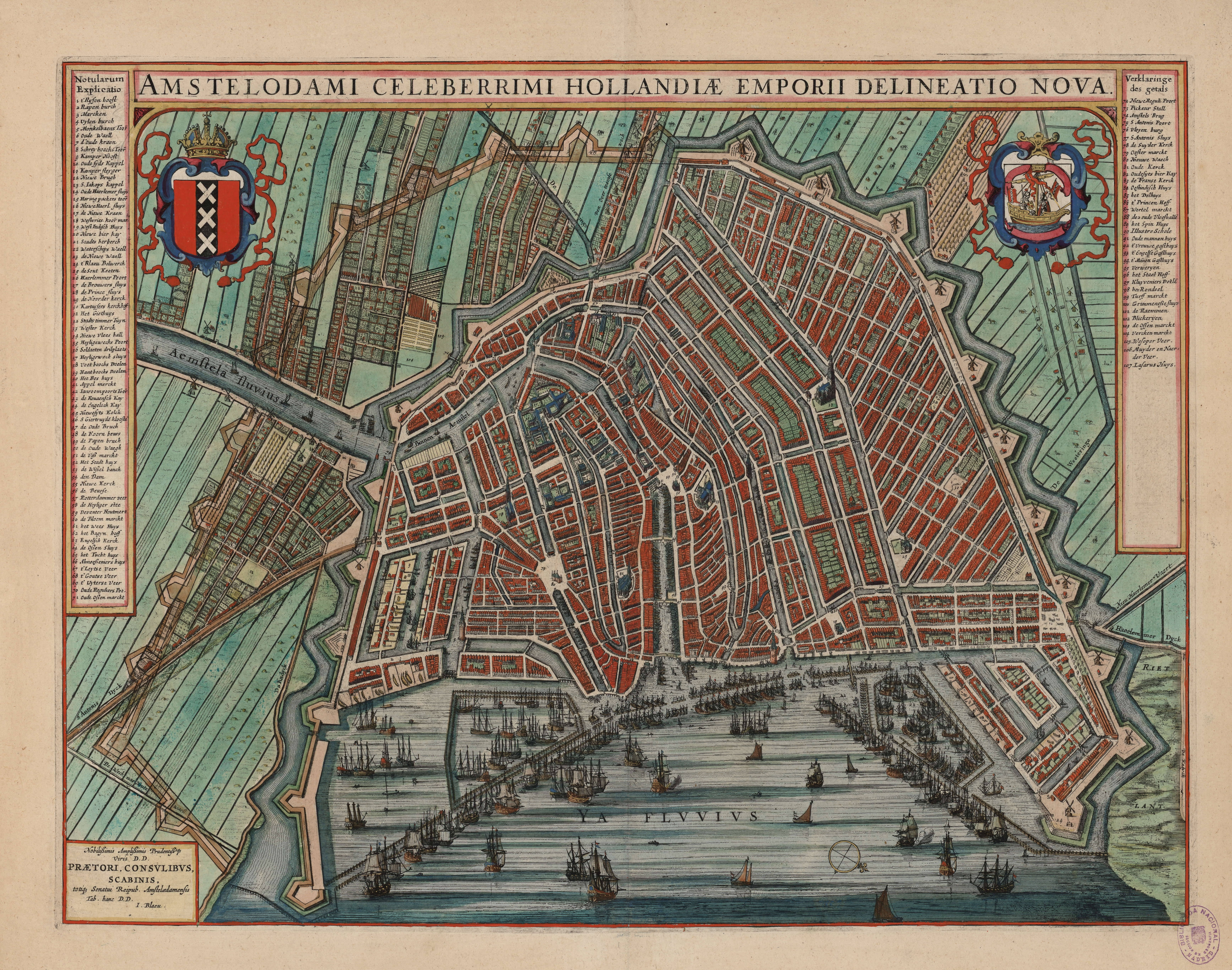
De brug is op de kaart van J.Blaeu uit 1649 al aangegeven

<<< · 100 · 101 · 102 · 103 ·  105 · 106 · 107 · 108 · 109 ·  110 · 111 · 112 · 113 · 114 · 115 · 116 · 117 · 118 · 119 · 120 · 121 · 122 · 123 · 124 · 125 · 126 · 127 · 128 · 129 · 130 · 131 · 132 · 135 · 136 · 137 · 138 · 139 · 140 · 141 · 142 · 143 · 144 · 145 · 146 · 147 · 148 · 149 ·  150 · 151 · 152 · 155 · 156 · 159 · 160 · 161 · 162 · 163 · 164 · 165 · 166 · 167 · 168 · 169 ·  170 · 171 · 172 · 173 · 174 · 175 · 176 · 177 · 178 · 179 · 180 · 181 · 182 · 183 · 184 · 185 · 186 · 187 · 189 · 190 · 191 · 192 · 193 · 194 · 195 · 196 · 198 · 199 · >>>
Brugnummers 104, 133, 134, 153, 154, 157, 158, 188 en 197 zijn niet (meer) in gebruik.